# Хайсдорф
Хайсдорф (нем. Heisdorf) — община в Германии, в земле Рейнланд-Пфальц. 
Входит в состав района Айфель-Битбург-Прюм. Подчиняется управлению Прюм.  Население составляет 99 человек (на 31 декабря 2010 года). Занимает площадь 3,91 км².